# Вторгнення Ізраїлю в Ліван
1 жовтня пізно ввечері Ізраїль оголосив про ввід військ у Ліван, країну на північ від Ізраїлю. Операція отримала назву «Стріли півночі». За заявами Ізраїлю ціллю операції є знищення Хезболли або відтіснення її від кордону з Ізраїлем. Інтервенція почалась майже відразу після вбивства голови Хезболли Хасана Насралли. У відповідь на початок операції Іран випустив понад 180 ракет на територію Ізраїля.

### Передумови

#### Ізраїль
Хезболла бомбила територію Ізраїлю кожен тиждень, на що Ізраїль відповідав знищенням стратегічних точок Хезболли. Влітку Хезболла нанесла удар по ігровому майданчику на Голанських Висотах, привівши до смерті понад 10 дітей. Цей випадок спричинив загостренню відносин між Ізраїлем та Хезболлою.
| Прапор Ізраїлю | Це незавершена стаття про Ізраїль. Ви можете допомогти проєкту, виправивши або дописавши її. |